# Kiichi Kunimoto
Kiichi Kunimoto (japanska: ストラッサー起一?,  Kunimoto Kiichi), född 1 maj 1981 i Osaka, är en japanska MMA-utövare som sedan 2014 tävlar i organisationen Ultimate Fighting Championship.